# FDX1
FDX1 (англ. Ferredoxin 1) – білок, який кодується однойменним геном, розташованим у людей на короткому плечі 11-ї хромосоми. Довжина поліпептидного ланцюга білка становить 184 амінокислот, а молекулярна маса — 19 393.
| 10         |  | 20         |  | 30         |  | 40         |  | 50         |
| ---------- |  | ---------- |  | ---------- |  | ---------- |  | ---------- |
| MAAAGGARLL |  | RAASAVLGGP |  | AGRWLHHAGS |  | RAGSSGLLRN |  | RGPGGSAEAS |
| RSLSVSARAR |  | SSSEDKITVH |  | FINRDGETLT |  | TKGKVGDSLL |  | DVVVENNLDI |
| DGFGACEGTL |  | ACSTCHLIFE |  | DHIYEKLDAI |  | TDEENDMLDL |  | AYGLTDRSRL |
| GCQICLTKSM |  | DNMTVRVPET |  | VADARQSIDV |  | GKTS       |  |            |

A: Аланін

C: Цистеїн

D: Аспарагінова кислота

E: Глутамінова кислота

F: Фенілаланін

G: Гліцин

H: Гістидин

I: Ізолейцин

K: Лізин

L: Лейцин

M: Метіонін

N: Аспарагін

P: Пролін

Q: Глутамін

R: Аргінін

S: Серин

T: Треонін

V: Валін

W: Триптофан

Кодований геном білок за функцією належить до фосфопротеїнів. 
Задіяний у таких біологічних процесах, як метаболізм ліпідів, транспорт, метаболізм холестеролу, метаболізм стероїдів, метаболізм стеролів, транспорт електронів, ацетилювання. 
Білок має сайт для зв'язування з іонами металів, іоном заліза, залізо-сірчаною групою, групою 2Fe-2S. 
Локалізований у мітохондрії.